# Forum Internazionale sul Daodejing
Il Forum Internazionale sul Daodejing (sottotitolato costruire un mondo armonioso attraverso il Tao o la via dell'armonia) è un evento mondiale sul Daodejing e sul Taoismo svoltosi dal 22 al 27 aprile del 2007 in Cina, con sedi organizzative a Xi'an e Hong Kong. L'evento ha incluso l'apertura di conferenze, dibattiti e celebrazioni religiose taoiste ed ha avuto inizio in concomitanza con il decimo anniversario del ritorno di Hong Kong alla Cina continentale, in occasione dell'ampliamento del centro di predicazione di Laozi, ovvero il tempio di Louguantai e in coincidenza con la Giornata Mondiale della Terra 2007, per sottolineare l'importanza e il contributo che il Taoismo può offrire per la crescente emergenza ambientale. La partecipazione al forum è stata aperta a taoisti, chierici e interessati, provenienti da diciassette Paesi del mondo. Si tratta del primo evento di questo tipo dopo cinquant'anni di completa chiusura — da parte del governo cinese — nei confronti del Taoismo.

## Mondializzazione del Taoismo
(Slogan completo dell'evento.)
Oltre ad essere di fatto un'ufficializzazione del Taoismo in tutta la Cina continentale, il Forum Internazionale sul Daodejing esprime per la prima volta la necessità di un'universalizzazione della dottrina taoista nella consapevolezza che questa possa contribuire alla costruzione di un mondo all'insegna della pace e dell'armonia. Alcune celebrità e alte personalità politiche cinesi hanno espresso una diffusa intenzione di adottare i valori del Taoismo come base principale per la struttura di una società pacifica. Liu Yandong, vicepresidentessa del Comitato Nazionale della Conferenza Politica Consultativa del Popolo Cinese, durante la cerimonia di apertura ha esordito affermando che la saggezza del Daodejing trascende il tempo, lo spazio, le ideologie e le nazioni, ed oggi è più fresco che mai. La donna ha successivamente dichiarato che la via per la costruzione di un mondo armonioso deve passare attraverso la guida di un concetto basato sull'armonia. Con la continua espansione della globalizzazione e della modernizzazione, dobbiamo promuovere le tradizioni cinesi, inclusi l'insegnamento e la comprensione del Daodejing. Dobbiamo dimostrare la sua piena rilevanza sul panorama del mondo moderno, la sua esortazione al rispetto, all'amicizia e all'autocontrollo. In questo modo, questa tradizione potrà riuscire a superare le differenze culturali e giocherà un ruolo fondamentale nella nuova era. Simili aperture sono state espresse anche da Jia Qinglin, presidente del Comitato Nazionale. Anche il segretario generale Ban Kimoon — che ha definito il Taoismo una religione che incapsula gli ideali essenziali per il mondo moderno e la società globale —, l'ex presidente francese Valery Giscard d'Estaing e il principe Filippo di Buckingham (il quale si interessa allo studio del Daodejing sin dal 1995), hanno inviato messaggi di congratulazioni per gli sforzi che la Cina sta compiendo per la pace mondiale.
Zhang Jiyu, vicepresidente della Chiesa taoista cinese, ha affermato che le misconcezioni attualmente circolanti sul Taoismo, ne impediscono una vera e profonda comprensione dato che tendono a presentarlo descrivendolo talvolta come un insieme di pratiche esorcistiche e sciamaniche, talvolta come una filosofia semplice e non una religione. Il Daodejing è stato scelto come tema principale della manifestazione in modo da farne comprendere il ruolo basilare che detiene nel Taoismo, permettendo ai taoisti di diffondere gli insegnamenti del libro. Jiyu ha proseguito affermando che la dottrina taoista appartiene all'intero genere umano, noi cinesi dovremmo essere orgogliosi del Daodejing e del Taoismo in quanto quiesti possono far conoscere al mondo la nostra autocoscienza culturale e la nostra identità nazionale. Qi Xiofei, vicepresidente dell'Associazione per la comunicazione della cultura religiosa cinese, ha constatato il fatto che la scelta del Daodejing e non del Taoismo come tema centrale del forum è una presa di consapevolezza del fatto che il libro sia il fulcro e la base della stessa religione taoista, e dunque il suo componente più essenziale. Il presidente della Chiesa taoista ha affermato fiduciosamente che il Taoismo sta vivendo una fase prosperosa tanto quanto lo fu la diffusione verificatasi sotto la dinastia Ming, tra il 1368 e il 1644.
Tema centrale del forum è anche la necessità di rendere il Taoismo accessibile all'Occidente, facendone comprendere le aperture filosofiche, razionalistiche, relativistiche e umanistiche. Il primo a portare il valore del Daodejing in Occidente fu il filosofo tedesco Wilhelm Friedrich Hegel, che in una delle sue affermazioni sostenne che il fondamentale principio che i cinesi riconoscono è la ragione, o la via (il Tao). Si tratta del fondamento del cielo e della Terra, della fonte infinita che emana tutte le cose. I cinesi rispettano tutte le vie, e pregano il Tao come il sommo valore. Il Daodejing di Laozi è l'insegnamento più rilevante.

## Argomenti del forum
L'obiettivo primario del forum è stato quello di fornire terreno di dialogo per l'organizzazione di attività taoiste e permettere l'espressione degli studiosi interessati al Taoismo. Tema principale del forum era — come già affermato — il contributo che la religione taoista può offrire per la formazione di un mondo migliore. Dibattiti sul Tao ne hanno ribadito la natura di principio innato, universale ed eterno che permea il mondo, lo emana e dà vita alla manifestazione delle cose. Il forum ha valutato la possibilità di costituire una società mondiale basata sugli insegnamenti taoisti, i quali se applicati possono armonizzare i popoli. Gli argomenti principali dell'evento che hanno visto l'apertura di discussioni e concili sono dislocate in sei categorie: (1) il rapporto tra il Daodejing, la cultura e la pace; (2) il Daodejing e la protezione dell'ambiente naturale; (3) il Daodejing e la società moderna; (4) e infine il rapporto tra il Daodejing e la salute.
Ciò che è emerso ad ogni modo dal forum è stato un pensiero trasversale che vede nel Taoismo un'opportunità attraverso cui l'umanità può giungere ad una nuova coscienza di sé e del mondo. L'insegnamento taoista contiene in effetti, sia nella pratica sia nella dottrina, una forte componente ecologica rintracciabile nella connessione che interlaccia tra l'essere umano e il mondo naturale. In quanto il Tao è visto come il generoso principio che emana e permea la realtà, la natura è considerata sua più intima espressione, ed è quindi valorizzata e sacralizzata. Parecchi versi del Daodejing pongono una forte enfasi su questo insegnamento. Il ruolo dei taoisti — ovviamente sia preti sia fedeli — nella costante missione della salvaguardia dell'ambiente, fu espresso a chiare lettere dalla Dichiarazione taoista sull'ambiente, emanata nel 1995 dalla Chiesa taoista cinese. La dichiarazione è ovviamente fondata sui principi contenuti nel Daodejing, e per applicarla i taoisti contribuiscono attivamente nelle questioni sulla protezione delle specie, delle foreste, dell'acqua e delle risorse naturali e soprattutto nella diffusione dei principi taoisti che valorizzano l'ambiente, l'insegnamento dei quali deve partire innanzitutto dal clero e dai templi. L'applicazione del decreto e in particolare dell'ultimo dettame è stata accolta a piene mani da una nuova organizzazione fondata nel 2006, vale a dire l'Alleanza dei templi per l'educazione ecologica, il cui obiettivo è quello di amministrare ed organizzare un insegnamento basato sull'ambientalismo da trasmettere in concomitanza con le attività dei templi taoisti. L'associazione ha già costruito un tempio che funziona anche da centro ecologico, primo di una serie di edifici di culto dello stesso tipo che verranno attivati su tutto il territorio cinese.

## Attività del forum
Il Forum Internazionale sul Daodejing ha incluso una serie di attività religiose, sociali e culturali, celebrate in concomitanza a Xi'an e a Hong Kong, La manifestazione ha incluso anche un pellegrinaggio spirituale dalla principale città della cultura cinese, appunto Xi'an, nella provincia dello Shaanxi, sino ad Hong Kong. Il 21 aprile, una cerimonia di preludio — prima dell'inizio vero e proprio del forum — tenutasi ad Hong Kong ha inaugurato anche un nuovo record che verrà ufficialmente incluso nel Guinness dei primati, organizzato da una televisione cinese. Per la prima volta infatti ben 13.839 persone hanno cantato in contemporanea i versi del Daodejing all'interno dello Stadio di Hong Kong. Il precedente record apparteneva ad un gruppo di 6210 giovani dell'Indiana, che recitarono i versi il 1º giugno del 2004. L'apertura ufficiale del forum è stata inaugurata la sera del 22 aprile nella piazza Nanmen di Xi'an, dove ha preso luogo una performance artistica intitolata Il Tao infinito. Lo spettacolo ha unito elementi di danza e musica, opera e Kung Fu, canti taoisti e la voce del soprano Tan Jing. La mattina del 24 aprile l'evento è proseguito con un raduno al tempio di Louguantai dove è stata celebrata una preghiera collettiva a Laozi in nome della pace nel mondo. Ren Farong, sacerdote settantunenne e presidente dell'organo centrale della Chiesa taoista cinese ha manifestato gioia per la rilevanza nazionale del festival e per il rinnovo e l'ampliamento di cui il tempio di Louguantai ha beneficiato in occasione dell'evento. Il tempio è uno dei più importanti centri di culto taoisti; venne infatti costruito sul luogo in cui si narra che Laozi scrisse il Daodejing e cominciò la predicazione della religione taoista. Il rinnovo del tempio è stato possibile grazie alle ingenti donazioni dei taoisti cinesi. Successivamente il forum è proseguito con le conferenze tematiche stabilite, nelle quali autorità taoiste hanno presentato progetti e dato la possibilità ai partecipanti di esprimere altrettante idee sul ruolo che il Daodejing e il Taoismo hanno ed avranno nella Cina contemporanea. Come stabilito il forum si è chiuso il giorno di venerdì 27 aprile 2007 con una cerimonia er un dibattito che hanno incluso un'ulteriore e finale dichiarazione invocante la pace nel mondo. La dichiarazione ha concluso l'evento con la frase possa il grande Tao infondere la pace al mondo e a tutto ciò che sta sotto il Cielo. Poche ore prima il forum ha dato il via anche ad un'esposizione sul Daodejing ospitante più di trecento versioni del testo, sia in cinese che in altre lingue, sia edizioni antiche che moderne. L'esposizione ha offerto al pubblico la possibilità di vedere anche il Daodejing di bambù, la prima edizione mai scoperta del testo religiosi, risalente al 278 a.C., e — come il nome stesso lascia intendere — riportata su di una serie di strisce ricavate dal bambù. Ulteriori apprezzamenti ed affermazioni entusiastiche sono state avallate dai presenti personaggi politici cinesi.